# Armada de la República de Corea
L'Armada de la República de Corea (en coreà, 대한민국 해군; hanja: 大韓民國 海軍; romanització revisada: Daehanminguk Haegun), és el component naval de les Forces Armades de Corea del Sud, responsable de la realització de les operacions navals i de desembarcament amfibi. També inclou la Infanteria de Marina de la República de Corea, que és una organització gairebé autònoma. L'Armada és la branca més antiga de les forces armades de Corea del Sud, i va celebrar el seu 65è aniversari l'any 2010.
Des de la Guerra de Corea, la Marina de Corea del Sud ha concentrat els seus esforços a construir les forces navals per contrarestar a l'Armada de Corea del Nord, que té capacitats navals de litoral. Com l'economia de Corea del Sud va créixer, la Marina va ser capaç de construir flotes més grans i millor equipades per "dissuadir l'agressió, per protegir els drets marítims nacionals i donar suport a la política exterior de la nació". Com a part de la seva missió, s'ha compromès en diverses operacions de pau des del començament del segle xxi.
L'Armada de Corea del Sud té prop de 68,000 efectius, incloent 27,000 marines (a partir de 2010). A més té al voltant de 170 bucs actius (amb un desplaçament total de prop de 181.000 tones
), entre ells uns 20 destructors i fragates, 12 submarins, 100 corbetes i naus d'atac ràpid. La força d'aviació naval es compon d'al voltant de 70 aeronaus d'ala fixa i d'ala giratòria. El Cos de Marines compta amb uns 400 vehicles d'erugues, incloent artilleria autopropulsada.
La Marina de Corea del Sud vol esdevenir una Armada amb capacitat per navegar en alta abans de l'any 2020.